# Гейерманс, Георгий Логгинович
Георгий Логгинович Гейерманс (15 [27] января 1900; Санкт-Петербург, Российская империя — 4 января 1942; Ленинград, СССР) — советский историк, археограф, источниковед, архивист и переводчик. Участник Гражданской и Советско-польской (1919—1921) войн.

## Биография
Г. Л. Гейерманс родился 15 (27) января 1900 года в Санкт-Петербурге. Отец — Людвиг-Арнольд Людвигович Гейерманс (1863—1918) — полковник русской армии, определением Правительствующего Сената по Департаменту герольдии 12 октября 1906 года признан вместе с женой и детьми в потомственном дворянстве Российской империи, участник Первой мировой войны, по некоторым сведениям был расстрелян большевиками в 1918 году. По словам Г. Л. Гейерманса, — в 1918 году его отец, вернувшись с войны, поступил на службу в контору Русского  страхового общества «Помощь», и осенью того же года «после убийства Урицкого он был арестован и из тюрьмы не возвратился». Мать — Паулина Аугуста Гейерманс (урождённая Укке, немка) — в 1922 году в 60-летнем возрасте, когда Г. Л. Гейерманс служил в Красной армии, из-за сложных жизненных обстоятельств уехала к родственникам в Германию. Сёстры Г. Л. Гейерманса в 1919 году умерли от гриппа, а брат пропал без вести.
В 1917 году Г. Л. Гейерманс окончил Реформатское училище. С января по декабрь 1918 года работал в Правлении Русского страхового общества «Помощь» (до ликвидации общества). Тогда же в 1918 году он поступил на физико-математический факультет Петроградского университета, однако в мае 1919 года был призван в Красную армию. Рядовым пулемётчиком участвовал в боях на Петроградском фронте, отражая наступление Северо-Западной армии генерала от инфантерии Н. Н. Юденича. После телеграфистом участвовал в Советско-польской войне 1919—1921 годов. Затем служил писарем в штабе.
В июле 1922 года Г. Л. Гейерманс был демобилизован из Красной армии, и в сентябре того же года устроился на Севзапвод (Союз водников) табельщиком. Там он в 1923 году получил направление от профсоюза работников водного транспорта на поступление в Петроградский государственный университет. Одновременно с учёбой в июле того же года Г. Л. Гейерманс поступил на работу регистратором 9-го разряда в Северо-Западную областную контору Государственного банка в Отдел корреспонденции. В 1927 году он окончил факультет языкознания и материальной культуры Ленинградского государственного университета по историко-архивному циклу как специалист-археограф (специальность по образованию — Вспомогательные исторические дисциплины). По окончании университета продолжал работать Госбанке. С июня 1929 года Г. Л. Гейерманс — экспедитор, а затем — корреспондент отдела экспедиции и старший информатор Товаро-складского сектора. С конца 1933 года он — юрисконсульт того же сектора, а после — в Юрсекторе.
По окончании 1927 году ЛГУ Г. Л. Гейерманс по совместительству начал работать в Историко-археографической комиссии при АН СССР (с 1931 — Историко-археографический институт АН СССР, в 1936 преобразован в Ленинградское отделение Института истории АН СССР). В частности занимался там обработкой и описанием архивных материалов, а также подготовкой изданий. В ноябре 1934 года уволился из Госбанка и перешёл в ИАИ АН СССР на постоянную работу научным сотрудником II разряда.
После ликвидации в 1936 году ИАИ и создания на его базе Ленинградского отделения Института истории АН СССР, Г. Л. Гейерманс был включён в группу по изданию летописей и был избран её секретарём. Тогда же Г. Л. Гейерманс был назначен помощником заведующего читальным залом Архива, однако 21 октября того же года в результате «чистки» состава ЛОИИ АН СССР был снят с этой должности. В распоряжении за подписью заместителя директора Института истории АН А. З. Ионисиани указывалась причина: «…как не обеспечившего необходимого руководства архивом и контроля за работающими в читальном зале». Сказалось социальное происхождение Г. Л. Гейерманса, как выходца из дворянской семьи и имевшего мать в Германии, с которой поддерживал связь, о чём сам он сообщил в анкете.
Тем не менее, Г. Л. Гейерманс некоторое время ещё оставался сотрудником ЛОИИ, продолжая начатую им в 1935 году работу над изданием «Правды Русской» под руководством академика Б. Д. Грекова. В 1938 году он вновь был принят в штат Института младшим научным сотрудником, но в том же году опять освобождён от занимаемой им должности «в связи с пересмотром плана работы и сокращением». После этого Г. Л. Гейерманс некоторое время работал по договору в Институте народов Севера, и в том же году был принят младшим научным сотрудником в Институт языка и мышления им. Н. Я. Марра АН СССР.
Во время Великой Отечественной войны Г. Л. Гейерманс находился в блокадном Ленинграде. Участвовал в оборонно-строительных работах.
Погиб 4 января 1942 года. Был похоронен на Большеохтинском кладбище в одном гробу с братом своей жены Сергеем Ивановичем Страховичем и годовалым сыном последнего.

## Научные направления и вклад
Наиболее важным вкладом Г. Л. Гейерманса в историческую науку были подготовка публикаций источников и их исследование.
В 1936 году Г. Л. Гейерманс был участником бригады по изданию летописей в Ленинградском отделении Института истории АН СССР. Разобрал и подготовил к описанию архив Ядринской воеводской канцелярии XVII века. Принимал участие в подготовке к изданию текста Г. В. де Геннина «Натуралия и минералия». Также составил карты образования Литовского и Московского государств в XIII—XIV веках.
Значительный вклад Г. Л. Гейерманс внёс в издание «Правды Русской». В предисловии к вышедшему в 1940 году 1-му тому академик Б. Д. Греков констатировал:

«Считаю своим долгом подчеркнуть во всех процессах подготовки этой книги исключительную роль Н. Ф. Лаврова и В. П. Любимова, а также Г. В. Гейерманса, знаниям и неустанному труду которых книга обязана выходом своим в свет».
При подготовке этого издания Г. Л. Гейерманс в частности изучил татищевские списки «Русской Правды». Также совместно с М. Н. Тихомировым подготовил к нему Розенкампфовский, Ферапонтовский, Толстовский и Музейский виды списков. Совместно с Н. Ф. Лавровым редактировал и сверял тексты списков с рукописями, отправлял запросы в научные учреждения за рубежом. Для 2-го тома «Русской Правды» Г. Л. Гейерманс осуществил перевод работы историографа Г. Ф. Миллера «История Сибири».
Будучи младшим научным сотрудником Института языка и мышления им. Н. Я. Марра АН СССР, Г. Л. Гейерманс в 1940 году вошёл в группу по изданию Древнерусского словаря. К составлению Словаря его подключил заведующий этой группой профессор Б. А. Ларин, ранее консультировавший сотрудников группы по изданию «Правды Русской», в которую в то время входил Г. Л. Гейерманс. По совместительству Г. Л. Гейерманс был редактором этого Словаря. По отзыву бывшего на тот момент директором ИЯМ И. И. Мещанинова:

«Г. Л. Гейрманс оказывает немалую помощь всему коллективу редакторов своими консультациями по историческим вопросам <…> Он прекрасно показал себя в трудовой редакторской работе».